# 急行エストレージャ・デル・ノルテ号の悲劇
急行エストレージャ・デル・ノルテ号の悲劇（きゅうこうエストレージャ・デル・ノルテごうのひげき）は、1978年にアルゼンチン・サンタフェ州の小さな町、サ・ペレイラで列車とトラックが衝突した踏切事故である。
ここでは、近い場所において類似した理由により発生した、1998年のマリアーノ・サーベドラ踏切事故についても記述する。

## 概要
同国北東部に展開する広軌の鉄道網であるミトレ将軍鉄道・ロサリオ - サン・ミゲル・デ・トゥクマン間に所在するサ・ペレイラ駅の近くで発生したこの事故は、アルゼンチン史上2番目に大きな鉄道事故とされる。トラックに衝突した列車の名前に因み、"Tragedia de Estrella del Norte" - 急行エストレージャ・デル・ノルテ号の悲劇と呼ばれ、事故が発生した場所より、"Tragedia de Sa Pereira" - サ・ペレイラの悲劇という名前でも呼ばれる。

## 事故の経過
1978年2月25日、アルナルド・ルベン・ビアンキーニ（当時35歳）が運転する、合計25,000 kgの食用脂肪とコンビーフ缶を積んだ1976年式のフォードF型トラックは、北東部のエントレ・リオス州から中部のコルドバ州へ向けて走行していた。
7時22分、トラックは国道16号線（RN16）とミトレ将軍鉄道が交差するサ・ペレイラの踏切に差しかかった。この時点で踏切の警報機は鳴動していたが、ビアンキーニは先を急ぐため、前方を走っていた長距離バス（ミクロ）を追い越すことに集中しており、踏切の警報機の音に気付いたときにはすでに列車は目前に迫っていた。
そこへ、現場に最も近い停車駅のラファエラを出発し、首都ブエノスアイレスの中心部にあるレティーロ・ミトレ駅へ向かっていた、サン・ミゲル・デ・トゥクマン発の急行第14列車「エストレージャ・デル・ノルテ」号が接近してきた。列車はトラックと衝突し、牽引していたEMD GT22型ディーゼル機関車はその弾みで飛び上がり転覆、編成中央の客車2両（Fiat Materfer製）は数百メートル引きずられ、テレスコーピング現象によって重なるように崩壊した。
事故の衝撃は大きく、朝食の準備を行っていた食堂車の厨房では床に落ちて割れた皿が散乱したり、一部の乗客の荷物が紛失する事件も起きるなど、現場は混乱に陥った。その後ほどなくして、現場であるペレイラの人々と列車の一部の乗客、そして近隣の都市や小さな町から到着した警察と消防士が総出で積極的な援助を行った。
この事故で、最終的に55人の死亡と56人以上の負傷者が確認された。

## マリアーノ・サーベドラ踏切事故
マリアーノ・サーベドラ踏切事故とは、ミトレ将軍鉄道・ロサリオ - サン・ミゲル・デ・トゥクマン間に存在するサンタフェ州の小さな町、マリアーノ・サーベドラで起きた、列車がトラックに衝突した踏切事故。
マリアーノ・サーベドラは、前述の事故が発生したサ・ペレイラの隣町かつ隣の駅である。

### 背景
1993年、当時のカルロス・メネム大統領による国有企業の民・州営化事業により、国のほぼすべての鉄道を保有・管理していたアルゼンチン国鉄（初代）が上下分離方式（国から運営権を譲歩される方式）で解体されることになり、ミトレ将軍鉄道のロサリオ - サン・ミゲル・デ・トュクマン間は線路の保有および貨物列車の運行がヌエボ・セントラル・アルヘンティーノ、急行「エストレージャ・デル・ノルテ」号に代表される都市間の旅客列車の運行はトゥクマン州によって引き継がれた。トゥクマン州はこれら都市間列車の名称を「"EL TUCUMANO"」（エル・トゥクマーノ。トゥクマンの、トゥクマンの人、などの意）に統一したが、線路使用料などの問題により1996年に運行を終了した。
翌1997年より、都市間列車の運行は民間企業であるトゥクマン・フェロカリレス（TUFESA）に引き継がれ、同時に機関車と客車の塗装も白地を基調とした目新しいものへ変更された。TUFESAは塗装以外にも、車内での携帯電話サービスの提供や車内専用スタッフの充実、ラウンジカー車両の連結など、競争相手の長距離バス（ミクロ）に対しての鉄道の魅力を高める工夫を凝らした。

### 事故の経過
1998年1月31日6時10分過ぎ、オスカル・セプティモ・トラッサ（当時58歳）が運転するレンガを満載したトラックが、マリアーノ・サーベドラのはずれにあるミトレ将軍鉄道との交差部に設けられた、警報機のない踏切に進入した。
そこへ、前日夜にブエノスアイレス中心部のレティーロ・ミトレ駅を出発し、サン・ミゲル・デ・トュクマンのトュクマン・ミトレ駅へ向かっていたTUFESAの都市間列車（EMD GT22型ディーゼル機関車 - 車両番号9037牽引）が接近し、踏切内にいたトラックと衝突した。
トラックは衝撃で粉砕され運転手は死亡。同時に列車も大きく脱線し、多くの客車のクラッシャブルゾーンが衝撃を吸収し変形した。少なくとも20人の乗客が負傷したが、死者は出なかった。負傷者は事故現場から最も近い州都サンタフェの病院へ搬送され、治療を受けた。
TUFESAは車両の修理を断念し、事故車両は現場の線路脇にそのまま放置された。しかし、当時機関車を2両しか保有していなかったTUFESAにとっては、使用できる機関車が1両のみとなることは会社の存続にかかわる重大な問題であり、他社から機関車を借り受けることとなった。さらにはこの事故で多額の保険金が発生し、それらの支払いが困難ということから、当時の経営者が辞任した上で自殺している。その後、TUFESAは事故で廃車となった補填分の車両を追加で整備し運用に入れ、自殺した経営者の関係者が運営を引き継いだものの、経営状況は一向に改善せず、1999年に国からの譲歩を取り消され、新たな企業のNOA FERROCARRILES（NOA - Nor Oeste Argentino、北東アルゼンチンの意）が運行と車両一式を引き継ぐこととなった。